# Case à Chocs
 (février 2022).
Si vous disposez d'ouvrages ou d'articles de référence ou si vous connaissez des sites web de qualité traitant du thème abordé ici, merci de compléter l'article en donnant les références utiles à sa vérifiabilité et en les liant à la section « Notes et références ».
 (février 2022).
La mise en forme du texte ne suit pas les recommandations de Wikipédia : il faut le « wikifier ».
Les points d'amélioration suivants sont les cas les plus fréquents. Le détail des points à revoir est peut-être précisé sur la page de discussion.
- Les titres sont pré-formatés par le logiciel. Ils ne sont ni en capitales, ni en gras.
- Le texte ne doit pas être écrit en capitales (les noms de famille non plus), ni en gras, ni en italique, ni en « petit »…
- Le gras n'est utilisé que pour surligner le titre de l'article dans l'introduction, une seule fois.
- L'italique est rarement utilisé : mots en langue étrangère, titres d'œuvres, noms de bateaux, etc.
- Les citations ne sont pas en italique mais en corps de texte normal. Elles sont entourées par des guillemets français : « et ».
- Les listes à puces sont à éviter, des paragraphes rédigés étant largement préférés. Les tableaux sont à réserver à la présentation de données structurées (résultats, etc.).
- Les appels de note de bas de page (petits chiffres en exposant, introduits par l'outil «  Source ») sont à placer entre la fin de phrase et le point final[comme ça].
- Les liens internes (vers d'autres articles de Wikipédia) sont à choisir avec parcimonie. Créez des liens vers des articles approfondissant le sujet. Les termes génériques sans rapport avec le sujet sont à éviter, ainsi que les répétitions de liens vers un même terme.
- Les liens externes sont à placer uniquement dans une section « Liens externes », à la fin de l'article. Ces liens sont à choisir avec parcimonie suivant les règles définies. Si un lien sert de source à l'article, son insertion dans le texte est à faire par les notes de bas de page.
- La présentation des références doit suivre les conventions bibliographiques. Il est recommandé d'utiliser les modèles {{Ouvrage}}, {{Chapitre}}, {{Article}}, {{Lien web}} et/ou {{Bibliographie}}. Le mode d'édition visuel peut mettre en forme automatiquement les références.
- Insérer une infobox (cadre d'informations à droite) n'est pas obligatoire pour parachever la mise en page.

Pour une aide détaillée, merci de consulter Aide:Wikification.
Si vous pensez que ces points ont été résolus, vous pouvez retirer ce bandeau et améliorer la mise en forme d'un autre article.
La Case à Chocs est une salle de concerts fondée en 1991 dans la ville de Neuchâtel, en Suisse.

## Histoire et lieux
Fondée en 1991, la Case à Chocs est le fruit du militantisme de l'Association des Musiciens Neuchâtelois revendiquant des locaux de répétitions. Elle tient son nom de son premier logis, l'ancienne chocolaterie Suchard. Depuis 1996, elle est installée dans l'ancienne brasserie Müller.

## Le bâtiment
Construite en 1862 sur le cours détourné du Seyon, l’ancienne brasserie est un imposant bâtiment aux allures industrielles. Elle comprend deux salles de concerts, un café-restaurant, un cinéma et 14 locaux de répétitions. Sont aussi installés dans l'ancienne brasserie : un théâtre de marionnettes, un cinéma, la menuiserie des musées de la ville de Neuchâtel et un village d'artisans.

## Les lieux
- La Grande Salle de concert a une capacité de 750 personnes.

- Le Queen Kong Club installé dans les anciens silos avec une capacité de 100 personnes, permet des concerts intimistes,

- l’Interlope situé dans les hauteurs du bâtiment dans l'ancien refroidissoir, jouit d’une vue panoramique sur le lac de Neuchâtel et les Alpes. Utilisé comme bar, café, restaurent, salle de conférence,

- la salle l'Eplattenier, ancien salon de dégustation de la brasserie construit en 1934. Cette salle comporte cinq peintures à l’huile réalisée par Charles L’Eplattenier (1874-1946). Cet ensemble exécutée dans le style Art Déco raconte l’histoire de la bière, deux portraits peints des fondateurs de la brasserie, ainsi qu’un vitrail pour une fenêtre[4].

## Programmation
Avec un programmation composée de rock, de reggae et de musiques d'improvisation, la salle a suivi les tendances des musiques actuelles s'ouvrant au hip-hop et aux musiques électroniques.

## Accompagnement artistique
La Case à Chocs soutient les artistes régionaux via plusieurs programme d'accompagnements,.